# Списък на реките в Невада
Списъкът на реките в Невада включва основните реки, които текат в щата Невада, Съединените американски щати.
Територията на щата е заета почти изцяло от Големия басейн – обширна област в САЩ, която представлява вътрешен водосборен басейн. Реките, които текат там, не достигат до никой океан. Те се вливат в местни водни басейни като езерата Пирамид, Тахо, Уокър и Карсън. Само крайните югоизточни и северни части на Невада попадат във водосборния басейн на Тихия океан.

## По водосборен басейн

### Голям басейн
- Куин Ривър

- Дък Крийк

- Хумболт
  - Литъл Хумболт
  - Рийс Ривър
  - Рок Крийк
  - Мерис Ривър

Езеро Уокър
- Уокър

Езеро Карсън
- Карсън

Езеро Пирамид
- Трюки Ривър

### Тихи океан
Речна система на Колорадо
- Колорадо
  - Върджин Ривър
  - Мъди Ривър
    - Мийдоу Вали Уош
    - Уайт Ривър

Речна система на Колумбия
- Колумбия
  - Снейк Ривър
    - Оуайхи
      - Саут Форк Оуайхи

    - Брюно

## По азбучен ред
- Брюно
- Върджин Ривър
- Дък Крийк
- Карсън
- Колорадо
- Куин Ривър
- Литъл Хумболт
- Мерис Ривър
- Мийдоу Вали Уош
- Мъди Ривър
- Оуайхи
- Рийс Ривър
- Рок Крийк
- Саут Форк Оуайхи
- Трюки Ривър
- Уайт Ривър
- Уокър
- Хумболт